# Levet
Levet is een gemeente in het Franse departement Cher (regio Centre-Val de Loire). De plaats maakt deel uit van het arrondissement Bourges. Levet telde op 1 januari 2022 1.367 inwoners.

## Geografie
De oppervlakte van Levet bedroeg op 1 januari 2022 25,97 vierkante kilometer; de bevolkingsdichtheid was toen 52,6 inwoners per km².
De onderstaande kaart toont de ligging van Levet met de belangrijkste infrastructuur en aangrenzende gemeenten.

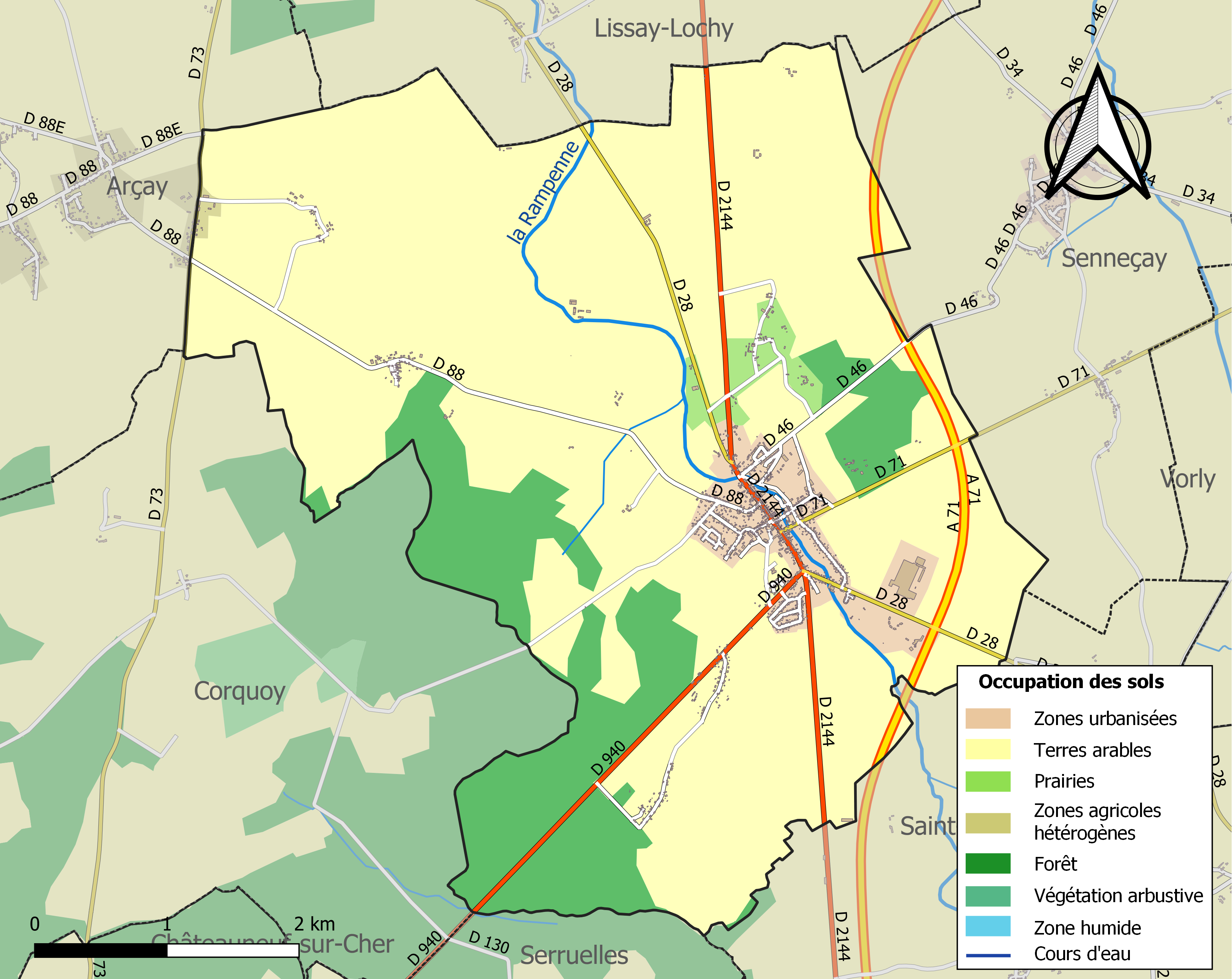

## Demografie
Onderstaande figuur toont het verloop van het inwonertal (bron: INSEE-tellingen).